# Weißwurst

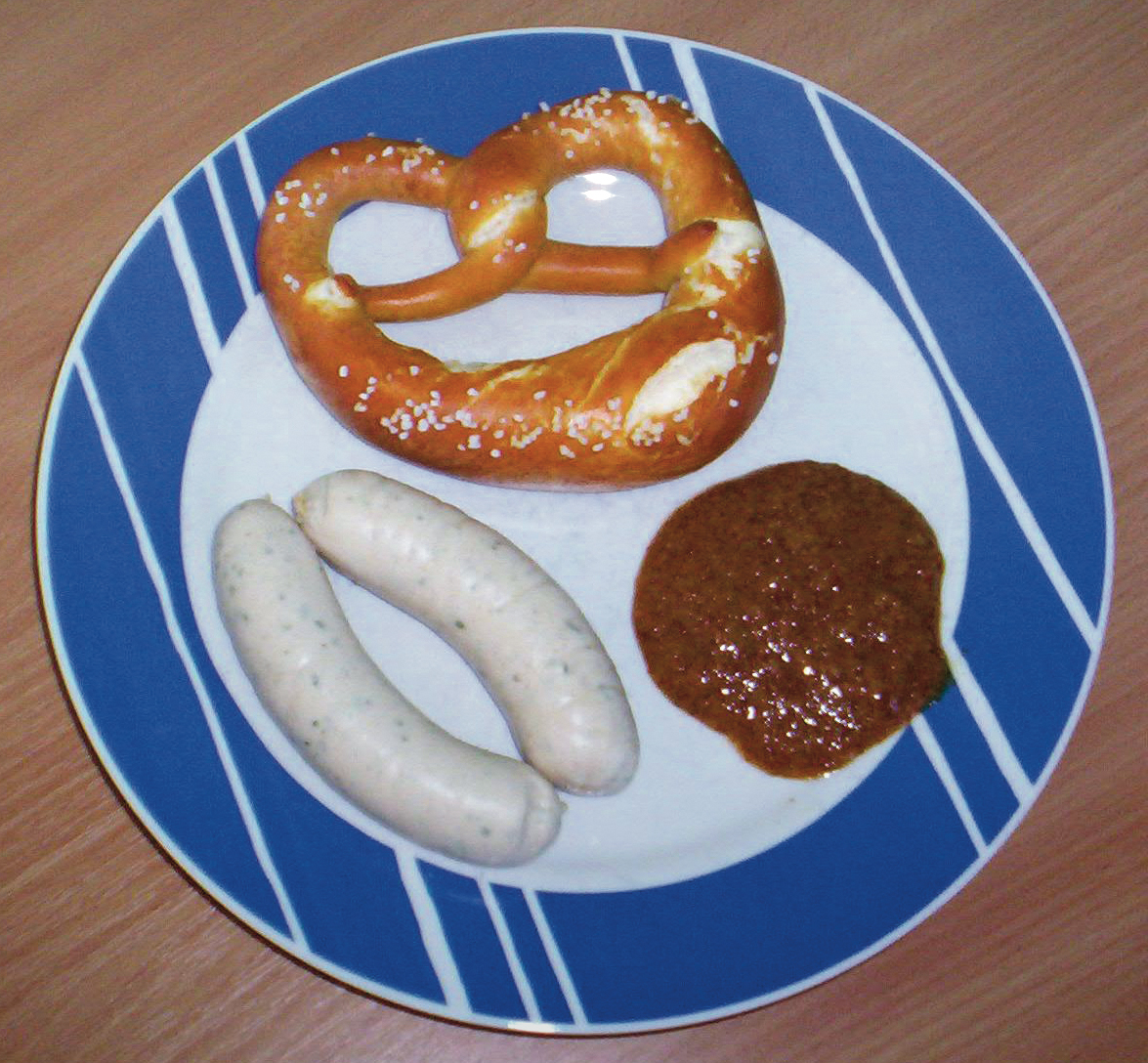
Weißwurst con un brezel y mostaza dulce (al estilo de Baviera) en un plato azul y blanco, como la bandera bávara.

La Weißwurst (o Weisswurst; literalmente ‘salchicha blanca’ en alemán; pronunciación alemana: [ ˈvaɪ̯sˌvʊʁst ]ⓘ o biała kiełbasa en polaco) es una salchicha de origen alemán y polaco muy consumida en Baviera (tipo Brühwurst) y en Polonia. La salchicha se elabora con carne muy finamente picada de ternera y de cerdo junto con especias. Esta salchicha suele acompañarse con cerveza y un poco de mostaza dulce al estilo de Baviera. Esta salchicha blanca está relacionada con la Wollwurst y la Stockwurst. Como casi todas las salchichas blancas se sirve cocida. En Polonia es uno de los platos tradicionales durante Semana Santa, se la come con sopa żurek.

## Variedades
Existen dos variedades de esta salchicha en la cocina alemana.

### Salchicha blanca de Múnich
Se trata de una de las especialidades de Múnich, que se suele comer tradicionalmente muy temprano en los Imbiss (puestos callejeros) del mercado con salsa de mostaza dulce.
Se puede comer en Múnich en cualquier restaurante Bávaro. El restaurante denominado „Gasthaus zum ewigen Licht“ (Posada de la luz eterna) cerca de la Marienplatz, fue el sitio donde según reza la leyenda fue servida por primera vez el 22 de febrero de 1857 (Domingo de Carnaval). La historia menciona que se inventó por casualidad cuando al cocinero de este restaurante se le acabó la tripa de ternera típica para embutir la salchicha. Poco a poco los lugareños fueron acostumbrándose a esta receta hasta que hoy en día es popular aunque en realidad en Francia se servía desde el siglo XIV la llamada „Boudin Blanc“, salchicha blanca de la que deriva la Weisswurst.
Para elaborar esta salchicha se emplea la carne de la cabeza de ternera y alguna porción del tocino del lomo o el solomillo. Las piezas obtenidas tienen una longitud de casi 12–15 cm de longitud y de 80–90 gramos de peso. Se embute en tripa de cerdo de piel muy fina (esta es la razón tal vez por la que no se hacen asadas). Se sirve cocida en agua a 75 °C (a ser posible que no hierva para que no se rompa la tripa); es opcional echar unas rodajas de limón. Hoy en día se pueden comprar envasadas en lata o al vacío en láminas de plástico en cualquier supermercado de Europa, aunque debe mencionarse que no respetan la receta original.
Tradicionalmente se comía por la mañana y existen muchas explicaciones de esta costumbre, algunas se supone dentro de la leyenda popular que tienen en común la dificultad para mantener la salchicha fresca (se remonta a antes de la invención del frigorífico. La primera razón menciona una creencia popular que dice que estas salchichas no pueden oír las campanadas del mediodía (12 horas), la otra versión menciona que en los restaurantes de la época se ofrecían primero a los trabajadores o artesanos oficiales para que dejaran paso a mediodía a los clientes con mayor capacidad de adquisición.
Esta salchicha se come sin la piel o tripa exterior. Para ello se suele cortar ligeramente la tripa longitudinalmente (a lo largo de la salchicha) para que se coma solamente su interior; nunca debe comerse en rodajas. Los bávaros ven mal comer la Weißwurst con piel, los entendidos siempre dejan la piel en el plato.

### Salchicha blanca de Hamburgo
Durante la ocupación de la ciudad de Hamburgo (1806-1814) por los franceses, el cocinero del general Davout elaboró una salchicha de calidad suprema para los visitantes de alto rango¨. En ella metió carnes de vaca de la mejor calidad, especias finas y la sirvió acompañada de caviar como segundo desayuno (en aquella época los ríos alemanes tenían muchos esturiones).
El autor Karl Friedrich von Rumohr ha escrito un libro de cocina titulado "Geist der Kochkunst" (Espíritu del arte de cocinar) en el que menciona que las salchichas de Hamburgo son muy finas. Afirma que las weiße Boudins de Hamburgo son una variedad de las salchichas francesas. Pero en su opinión es un error mezclar la carne de las salchichas con caviar.
La variedad de la salchicha de Hamburgo no es tan pesada al paladar como la de Baviera. Esta salchicha es poco conocida en la actualidad en Alemania debido al rechazo de los ciudadanos alemanes del siglo XIX a los productos franceses, que la relegaron al olvido.
- Datos: Q707636
- Multimedia: Weisswurst / Q707636